# Província de Jijel
La província o wilaya de Jijel (àrab: ولاية جيجل, wilāyat Jījal) és una província o wilaya costanera de l'est d'Algèria, la seva capital és la ciutat de Jijel. Té 11 daires i 28 comunes.